# Unterseeboot 262
Le Unterseeboot 262 (ou U-262) est un sous-marin allemand (U-Boot) de type VII.C utilisé par la Kriegsmarine (marine de guerre allemande) pendant la Seconde Guerre mondiale.

## Historique
Mis en service le 15 avril 1942, l'Unterseeboot 262 reçoit sa formation de base à Kiel au sein de la 5. Unterseebootsflottille jusqu'au 30 septembre 1942, puis l'U-262 intègre sa formation de combat à la base sous-marine de La Rochelle avec la 3. Unterseebootsflottille. À la suite de l'avance alliée en France et pour éviter sa captivité, il est transféré à partir du 10 novembre 1944 dans la 33. Unterseebootsflottille à Flensburg.
L'Unterseeboot 262 a effectué dix patrouilles dans lesquelles il a coulé trois navires marchands ennemis pour un total de 13 010 tonneaux et un navire de guerre de 925 tonnes au cours de ses 411 jours en mer.
En préparatif de sa première patrouille, l'U-262 quitte le port de Kiel le 8 septembre 1942 sous les ordres de Günter Schiebusch. Après cinq jours en mer, l'U-262 arrive au port de Bergen le 12 septembre 1942.
Il réalise sa première patrouille, quittant Bergen le 24 septembre 1942 toujours sous les ordres de Günter Schiebusch.

Le 26 septembre 1942, trois jours après son départ, l'U-Boot est attaqué par deux bombardiers Lockheed Hudson à l'ouest de Bergen. Les deux avions lui lancent huit grenades sous-marines et lui causent assez de dégâts pour que le commandant de l'U-Boot décide d'interrompre sa mission. 

Au terme de cinq jours en mer, l'U-262 retourne à Bergen qu'il rejoint le 28 septembre 1942.
Au cours de sa cinquième patrouille, le 15 avril 1943, alors en observation du convoi HX-233, l'U-Boot se fait tirer dessus au canon et reçoit des charges de profondeur par son escorte. L'U-Boot était en route vers l'Île-du-Prince-Édouard pour recueillir les évadés d'une opération d'évasion organisée pour les prisonniers de l'île [réf. nécessaire] (Opération Elster (en)). L'U-Boot se dégage des attaques de l'escorte du convoi et arrive au rendez-vous, mais les prisonniers de guerre évadés n'y sont pas,.
Dans sa sixième patrouille, l'U-262 subit le 8 août 1943 au matin au milieu de l'Atlantique au sud du Groenland une attaque d'aéronefs. Les conditions météorologiques sont mauvaises et l'U-262 est en attente de ravitaillement à partir du U-664 tandis que l'U-760 est en cours de livraison. À 10 h 11, une patrouille de deux avions constituée d'un bombardier-torpilleur Grumman TBF Avenger et d'un chasseur Grumman F4F Wildcat du porte-avions d'escorte USS Card repère les U-Boote et attaque l'U-262. Le Wildcat mitraille l'U-Boot tandis que l'Avenger prépare le larguage de charges de profondeur, mais un tir au but des armes anti-aérienne de l'U-Boot dans la soute à bombes endommage le mécanisme de libération et met la radio hors service. Lors du deuxième passage, l'Avenger est encore une fois touché par la flak et la fixation d'un réservoir de carburant de l'aile droite se casse. Deux grenades anti sous-marines sont lancées manuellement, causant de graves dommages, le pilote largue une torpille à tête chercheuse Fido puis est contraint à un amerrissage forcé. Le radio coule avec l'Avenger, mais le pilote et le tireur sont sauvés dans l'après-midi par l'USS Barry après avoir été repérés par les autres aéronefs du porte-avions d'escorte. Le Wildcat est également abattu par l'U-262 lors d'un autre passage de mitraillage et s'écrase en mer, tuant son pilote. L'U-262 est contraint d'abandonner la patrouille en raison des dommages subis.
Le 18 août 1944, soit six jours avant sa patrouille suivante, la base sous-marine de La Rochelle (La Pallice) en France subit un raid aérien blessant ou tuant trois membres d'équipage de l'U-262.
Pour sa dixième et dernière patrouille, le bateau quitte La Rochelle le 23 août 1944 sous les ordres de l'Oberleutnant zur See Helmut Wieduwilt. Après 75 jours en mer, l'U-262 arrive à la base de Flensburg en Allemagne qu'il atteint le 5 novembre 1944.
En décembre 1944, l'U-262 subit un bombardement au port de Gotenhafen. Il est retiré du service et désarmé à Kiel le 2 avril 1945, puis démoli en 1947.

## Affectations successives
- 5. Unterseebootsflottille à Kiel du 15 avril au 30 septembre 1942 (entrainement)
- 3. Unterseebootsflottille à La Pallice du 1er octobre 1942 au 9 novembre 1944 (service actif)
- 33. Unterseebootsflottille à Flensburg du 10 novembre 1944 au 2 avril 1945 (service actif)

## Commandement
- Günter Schiebusch du 15 avril au 26 octobre 1942
- Oberleutnant zur See Siegfried Atzinger de septembre à octobre 1942
- Kapitänleutnant Heinz Franke du 26 octobre 1942 au 25 janvier 1944
- Oberleutnant zur See Helmut Wieduwilt du 25 janvier au 24 novembre 1944
- Kapitänleutnant Karl-Heinz Laudahn du 25 novembre 1944 au 2 avril 1945

Nota: Les noms de commandants sans indication de grade signifie que leur grade n'est pas connu avec certitude à notre époque (2013) à la date de la prise de commandement.

## Patrouilles
|       | Commandant             | Départ            | Départ     | Arrivée           | Arrivée    | Jours     | Succès   |
| ----- | ---------------------- | ----------------- | ---------- | ----------------- | ---------- | --------- | -------- |
|       | Günter Schiebusch      | 8 septembre 1942  | Kiel       | 12 septembre 1942 | Bergen     | 5 jours   |          |
| 1     | Günter Schiebusch      | 24 septembre 1942 | Bergen     | 28 septembre 1942 | Bergen     | 5 jours   |          |
| 2     | Günter Schiebusch      | 3 octobre 1942    | Bergen     | 9 octobre 1942    | Narvik     | 7 jours   |          |
| 3     | Oblt. Heinz Franke     | 5 novembre 1942   | Narvik     | 9 décembre 1942   | La Pallice | 35 jours  | 8 103    |
| 4     | Oblt. Heinz Franke     | 16 janvier 1943   | Kiel       | 15 février 1943   | La Pallice | 31 jours  | 2 864    |
| 5     | Oblt. Heinz Franke     | 27 mars 1943      | La Pallice | 25 mai 1943       | La Pallice | 60 jours  |          |
| 6     | Kptlt. Heinz Franke    | 24 juillet 1943   | La Pallice | 2 septembre 1943  | La Pallice | 41 jours  |          |
| 7     | Kptlt. Heinz Franke    | 14 octobre 1943   | Narvik     | 7 décembre 1943   | La Pallice | 55 jours  | 2 968    |
| 8     | Oblt. Helmut Wieduwilt | 3 février 1944    | La Pallice | 29 avril 1944     | La Pallice | 87 jours  |          |
| 9     | Oblt. Helmut Wieduwilt | 6 juin 1944       | La Pallice | 15 juin 1944      | La Pallice | 10 jours  |          |
| 10    | Oblt. Helmut Wieduwilt | 23 août 1944      | La Pallice | 5 novembre 1944   | Flensburg  | 75 jours  |          |
| Total | Total                  | Total             | Total      | Total             | Total      | 411 jours | 13 935 t |

Note : Oblt. = Oberleutnant zur See - Kptlt. = Kapitänleutnant 

Nota: Les noms de commandants sans indication de grade signifie que leur grade n'est pas connu avec certitude à notre époque (2013) à la date de la prise de commandement.

### Opérations Wolfpack
L'U-262 a opéré avec les Wolfpacks (meute de loups) durant sa carrière opérationnelle:
1. Kreuzotter (15 novembre 1942 - 22 novembre 1942)
2. Drachen (22 novembre 1942 - 26 novembre 1942)
3. Landsknecht (19 janvier 1943 - 28 janvier 1943)
4. Pfeil (1er février 1943 - 7 février 1943)
5. Without name (15 avril 1943 - 18 avril 1943)
6. Schill (25 octobre 1943 - 16 novembre 1943)
7. Schill 1 (16 novembre 1943 - 22 novembre 1943)
8. Weddigen (22 novembre 1943 - 29 novembre 1943)
9. Preussen (22 février 1944 - 22 mars 1944)

## Navires coulés
L'Unterseeboot 262 a coulé trois navires marchands ennemis pour un total de 13 010 tonneaux et un navire de guerre de 925 tonnes au cours des dix patrouilles (406 jours en mer) qu'il effectua.
| Date             | Nom du navire   | Nationalité | Convoi  | Tonnage | Fait  |
| ---------------- | --------------- | ----------- | ------- | ------- | ----- |
| 18 novembre 1942 | HNoMS Montretia | Norvège     | ONS-144 | 925     | Coulé |
| 26 juillet 1942  | Ocean Crusader  | Royaume-Uni | HX-216  | 7 178   | Coulé |
| 6 février 1943   | Zagloba         | Pologne     | SC-118  | 2 864   | Coulé |
| 31 octobre 1943  | Hallfried       | Norvège     | SL-138  | 2 968   | Coulé |

### Source et bibliographie
- (en) Cet article est partiellement ou en totalité issu de l’article de Wikipédia en anglais intitulé « German submarine U-262 » (voir la liste des auteurs).
- Chris Bishop, historien militaire (trad. de l'anglais par Christian Muguet), Les sous-marins de la Kriegsmarine : 1939-1945 : le guide d'identification des sous-marins [« The spellmount submarine identification guide : Kriegsmarine U-boats 1939-1945 »], Paris, E?d. de Lodi, 2008, 192 p. (ISBN 978-2-84690-327-1, OCLC 470721805, BNF 41298980)